# Alburnoides holciki
Alburnoides holciki es una especie de pez del género Alburnoides, familia Cyprinidae. Fue descrita científicamente por Coad & Bogutskaya en 2012.
Se distribuye al noroeste de Afganistán, noreste de Irán y el sur de Turkmenistán. La longitud estándar (SL) es de 10,2 centímetros.
Está clasificada como una especie marina inofensiva para el ser humano.